# 帕米尔田鼠
帕米尔田鼠（学名：Microtus juldaschi）为仓鼠科田鼠属的动物。在中国大陆，分布于西藏西部、新疆帕米尔山地等地，主要栖息于高山草甸。该物种的模式产地在帕米尔喀拉库勒湖（Karakul Lake）。
本种之前被归入松田鼠属（Neodon，原为田鼠属松田鼠亚属），之后又有学者将本种归入田鼠属帕米尔田鼠（Blanfordimys） 亚属。